# Клермонт (округ, Огайо)
Шаблон:StateAbbr_ 39°03′ пн. ш. 84°09′ зх. д. / 39.05° пн. ш. 84.15° зх. д.
Округ  Клермонт (англ. Clermont County) — округ (графство) у штаті  Огайо, США. Ідентифікатор округу 39025.

## Історія
Округ утворений 1800 року.

## Демографія
За даними перепису 
2000 року 
загальне населення округу становило 177977 осіб, зокрема міського населення було 127103, а сільського — 50874.
Серед мешканців округу чоловіків було 87337, а жінок — 90640. В окрузі було 66013 домогосподарства, 49077 родин, які мешкали в 69226 будинках.
Середній розмір родини становив 3,11.
Віковий розподіл населення поданий у таблиці:
| Стать    | До 15 років | 15-21 | 22-29 | 30-39 | 40-49 | 50-65 | 65-85 | Понад 85 |
| -------- | ----------- | ----- | ----- | ----- | ----- | ----- | ----- | -------- |
| Чоловіки | 21076       | 8694  | 8647  | 14382 | 14596 | 13074 | 6436  | 432      |
| Жінки    | 20348       | 8325  | 8942  | 14850 | 14729 | 13567 | 8619  | 1260     |

## Суміжні округи
- Воррен — північ
- Клінтон — північ
- Браун — схід
- Бракен, Кентуккі — південь
- Пендлтон, Кентуккі — південний захід
- Кемпбелл, Кентуккі — південний захід
- Гамільтон — захід

## Виноски
1. ↑  U.S. Decennial Census. United States Census Bureau. Архів оригіналу за 26 квітня 2015. Процитовано 7 лютого 2015.
2. ↑  Historical Census Browser. University of Virginia Library. Архів оригіналу за 11 Серпня 2012. Процитовано 7 лютого 2015.
3. ↑  Forstall, Richard L., ред. (27 березня 1995). Population of Counties by Decennial Census: 1900 to 1990. United States Census Bureau. Архів оригіналу за 14 Лютого 2015. Процитовано 7 лютого 2015.
4. ↑  Census 2000 PHC-T-4. Ranking Tables for Counties: 1990 and 2000 (PDF). United States Census Bureau. 2 квітня 2001. Архів оригіналу (PDF) за 18 Грудня 2014. Процитовано 7 лютого 2015.
5. ↑  State & County QuickFacts. United States Census Bureau. Архів оригіналу за 8 Липня 2011. Процитовано 7 лютого 2015.(англ.) Наведено за англійською вікіпедією.
6. ↑  American FactFinder. Бюро перепису населення США. Архів оригіналу за 29 липня 2011. Процитовано 31 січня 2008.

| США | Це незавершена стаття з географії США. Ви можете допомогти проєкту, виправивши або дописавши її. |